# حسگر پیکسل-فعال

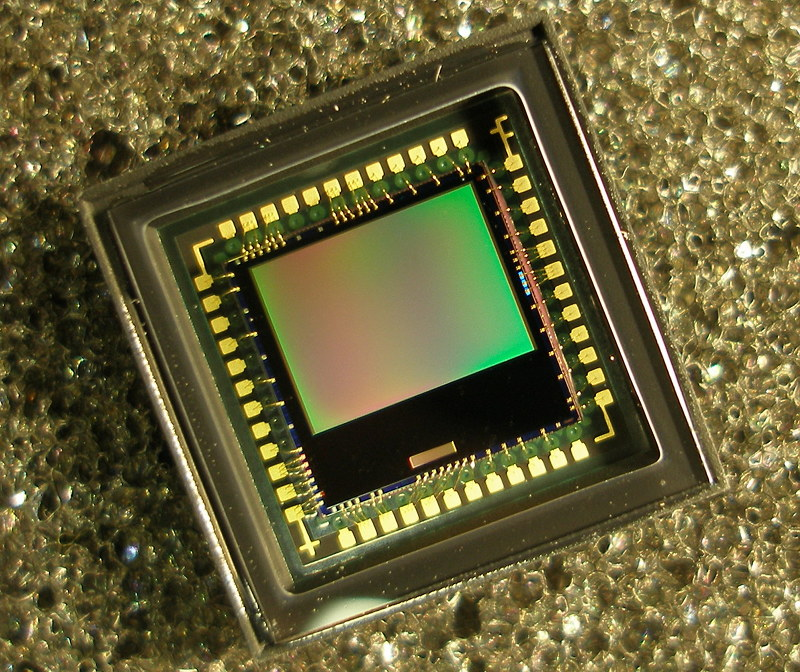
حسگر تصویر CMOS

یک حسگر پیکسل-فعال سه ترانزیستوری.

حسگر پیکسل-فعال (به انگلیسی: active-pixel sensor) نوعی حسگر تصویر است که در آن هر واحد سلولی شامل یک آشکارسازنوری مجزا و یک یا چند ترانزیستور فعال می‌باشد. در حسگر پیکسل-فعال ماس، از ماسفت‌ها (ترانزیستور اثرِ میدانیِ نیم‌رسانای اکسید-فلز) به عنوان تقویت‌کننده استفاده می‌شود.